# Gudgeonville Covered Bridge
Die Gudgeonville Covered Bridge war eine überdachte Holzbrücke in Girard und überquerte den Elk Creek im Erie County. Bei der Konstruktion handelte es sich um ein Fachwerk mit einfacher Hängesäule. Seit 1980 war die Brücke in das National Register of Historic Places eingetragen. Die Brücke wurde am 8. November 2008 durch Brandstiftung zerstört.

## Geschichte
Die Gudgeonville Bridge wurde um das Jahr 1868 herum errichtet und Anfang der 1870er-Jahre nach einem Feuer neu aufgebaut. Sie wurde von William Sherman entworfen und gebaut. Die Fundamente des Bauwerkes bilden vermutlich Reste des ehemaligen Erie Extension Canal.

## In heutiger Zeit
Im Laufe der Jahre wurde die Brücke mehrfach durch kleinere Brände und Vandalismus beschädigt. Es gab mehrere Vorschläge, die Brücke ab- und an einem sichereren Ort wieder aufzubauen, um sie vor Vandalismus zu schützen. Andere Vorschläge gehen dahin, eine weitere Brücke neben der originalen zu errichten, die es auch solchen Fahrzeugen erlaubt, den Creek zu überqueren, die aufgrund von Größe oder Gewicht die bestehende enge Brücke nicht befahren können, beispielsweise Schneepflüge, Feuerwehrautos und Ambulanzfahrzeuge.

## Aberglaube
Mit der Brücke war einiger Aberglaube verbunden, nach dem es in dem Bauwerk spuken sollte. Die Einheimischen meinten, dass die Geister der Kinder dort gesehen wurden, die von dem Steilufer auf der einen Seite der Brücke gefallen sind. Manchmal sollen unerklärliche Geräusche wie Hufgeklapper auf Holz zu hören gewesen sein, das oft von gellenden Schreien begleitet wurde. Eine andere Geschichte besagt, dass ein Esel auf der Brücke von seinem betrunkenen Eigentümer zu Tode geprügelt worden sei, weil er sich weigerte, die Brücke zu überqueren. Einer Variante dieser Geschichte nach soll der Esel einem Herzanfall erlegen sein, nachdem er durch eine Dampforgel auf einem Flusskahn erschreckt wurde, der unter der Brücke hindurchfuhr.

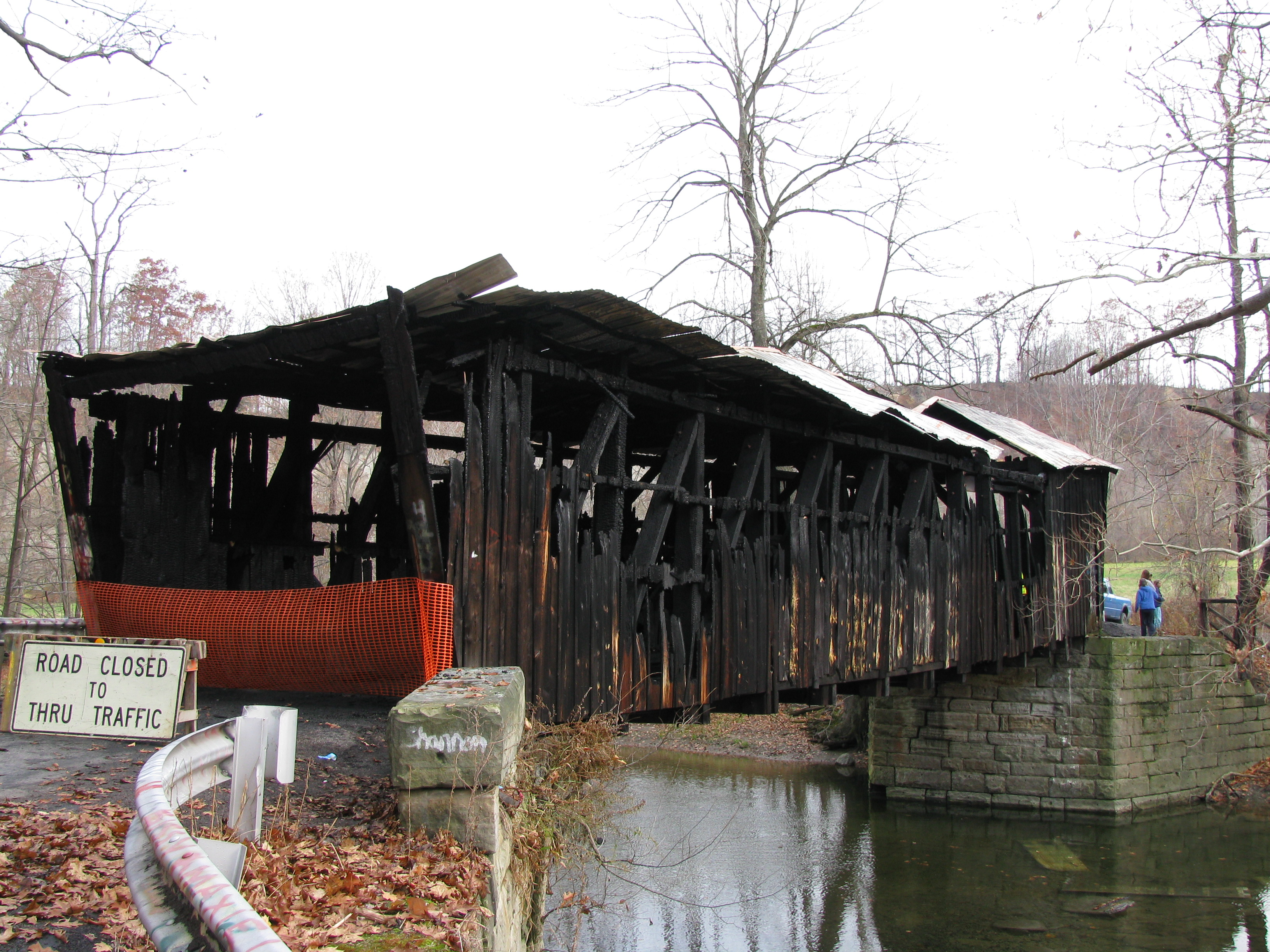
Die Reste der Brücke

## Name
Der Name der Brücke leitet sich von dem Wort gudgeon ab. Namensgeber könnte also das Teil eines Fuhrwerks sein, das im Englischen gudgeon (Zapfen, Bolzen) genannt wird oder aber die kleinen Fische und Köderfische in dem Creek unterhalb der Brücke, die auch als gudgeons bezeichnet werden. Eine beliebte Erklärung für die Herkunft des Namens ist, dass der vermeintlich auf der Brücke verblichene Esel den Namen "Gudgeon" trug.